# Светско првенство у хокеју на леду 2015 — Дивизија III
Светско првенство у хокеју на леду 2015 — Дивизија III међународни је турнир у хокеју на леду најнижег ранга које је по 14 пут одржано под окриљем Светске хокејашке федерације (ИИХФ).
Турнир се играо у турском граду Измиру, у леденој дворани Борнова капацитета 1.751 место, у периоду од 6—12. априла 2015. уз учешће 7 екипа. Победник турнира, селекција Северне Кореје уједно је обезбедила и пласман у виши ранг такмичења за 2016. годину. Друго место освојила је селеккција домаћина Турске, док је треће место припало репрезентацији Луксембурга.
Селекција Босне и Херцеговине је по први пут након неуспешних квалификација за трећу дивизију 2008. године заиграла на неком од турнира за светска првенства., док је репрезентација Грузије забележила прву и историјску победу на службеним такмичењима.
За најкориснијег играча турнира проглашен је нападач репрезентације Турске Алеџ Кочоглу који је на 6 одиграних утакмица остварио учинак од по 9 голова и асистенција (укупно 18 поена).

## Учесници
На турниру учествује укупно 7 репрезентација, и то 4 из Европе и 3 из Азије. Дебитатнт на турниру, и уопште у такмичењима за светска првенства је селекција Босне и Херцеговине којој ће ово бити прво појављивање на међународној сцени након неуспешних квалификација за првенство треће дивизије 2008. године. Уместо селекције Бугарске која је годину дана раније освајањем прве позиције обезбедила пласман у виши ранг такмичења у овој години, наступит ће селекција Турске.
| Репрезентација      | Резултат остварен 2014. год.                                    |
| ------------------- | --------------------------------------------------------------- |
| Турска              | Домаћин; 6. место на СП дивизија II, група Б; испали у овај ранг. |
| Северна Кореја      | 2. место на СП дивизије .                                       |
| Луксембург          | 3. место на СП дивизије                                         |
| Хонгконг            | 4. место на СП дивизије                                         |
| УАЕ                 | 5. место на СП дивизије                                         |
| Грузија             | 6. место на СП дивизије III                                     |
| Босна и Херцеговина | Није учествовала ни на једном такмичењу.                        |

### Систем такмичења и судије
Турнир се одржава по једнокружном бод систему где ће играти свако са сваким, а победник постаје селекција која освоји највећи број бодова. Победник уједно обезбеђује и пласман у виши ранг такмичења за 2016. годину.
ИИХФ је крајем новембра делегирала укупно 11 судија (4 главна и 7 линијских) који ће „делити правду“ на турниру:

## Резултати
Сатница је по локалном времену (УТЦ+3)
| 3. април 2015. 13:00 | Северна Кореја | 13 : 0 (3:0, 3:0, 7:0) | Босна и Херцеговина | Борнова арена, Измир Посетилаца: 55 |

| Извор | Извор         | Извор | Извор | Извор                                                            |
| ----- | ------------- | ----- | ----- | ---------------------------------------------------------------- |
|       |               |       |       | Судије Жофри Барсело Линијске судије Мурат Ајгун Антон Гладченко |
|       |               |       |       |                                                                  |
| 6 мин | Искључења     | 4 мин |       |                                                                  |
| 56    | Шутеви на гол | 6     |       |                                                                  |

| 3. април 2015. 16:30 | Луксембург | 15 : 3 (3:2, 3:1, 9:0) | Грузија | Борнова арена, Измир Посетилаца: 67 |

| Извор | Извор         | Извор | Извор | Извор                                                          |
| ----- | ------------- | ----- | ----- | -------------------------------------------------------------- |
|       |               |       |       | Судије Гергељ Кинчес Линијске судије Грега Маркизети Гил Тихон |
|       |               |       |       |                                                                |
| 2 мин | Искључења     | 6 мин |       |                                                                |
| 66    | Шутеви на гол | 9     |       |                                                                |

| 3. април 2015. 20:00 | Хонгконг | 8 : 3 (1:0, 2:2, 5:1) | УАЕ | Борнова арена, Измир Посетилаца: 73 |

| Извор  | Извор         | Извор  | Извор | Извор                                                      |
| ------ | ------------- | ------ | ----- | ---------------------------------------------------------- |
|        |               |        |       | Судије Фенг Леј Линијске судије Џемал Каја Михај Трандафир |
|        |               |        |       |                                                            |
| 20 мин | Искључења     | 10 мин |       |                                                            |
| 30     | Шутеви на гол | 18     |       |                                                            |

| 4. април 2015. 13:00 | Грузија | 4 : 12 (2:3, 1:5, 1:4) | Северна Кореја | Борнова арена, Измир Посетилаца: 93 |

| Извор  | Извор         | Извор  | Извор | Извор                                                           |
| ------ | ------------- | ------ | ----- | --------------------------------------------------------------- |
|        |               |        |       | Судије Гергељ Кинчес Линијске судије Антон Гладченко Џемал Каја |
|        |               |        |       |                                                                 |
| 26 мин | Искључења     | 12 мин |       |                                                                 |
| 17     | Шутеви на гол | 40     |       |                                                                 |

| 4. април 2015. 16:30 | УАЕ | 2 : 7 (1:2, 0:2, 1:3) | Луксембург | Борнова арена, Измир Посетилаца: 115 |

| Извор  | Извор         | Извор  | Извор | Извор                                                              |
| ------ | ------------- | ------ | ----- | ------------------------------------------------------------------ |
|        |               |        |       | Судије Жофри Барсело Линијске судије Мурат Ајгун Владимир Јефремов |
|        |               |        |       |                                                                    |
| 10 мин | Искључења     | 12 мин |       |                                                                    |
| 9      | Шутеви на гол | 47     |       |                                                                    |

| 4. април 2015. 20:00 | Турска | 11 : 0 (3:0, 4:0, 4:0) | Босна и Херцеговина | Борнова арена, Измир Посетилаца: 1.583 |

| Извор  | Извор         | Извор  | Извор | Извор                                                           |
| ------ | ------------- | ------ | ----- | --------------------------------------------------------------- |
|        |               |        |       | Судије Сергеј Соболев Линијске судије Грега Маркизети Гил Тихон |
|        |               |        |       |                                                                 |
| 28 мин | Искључења     | 10 мин |       |                                                                 |
| 68     | Шутеви на гол | 12     |       |                                                                 |

| 6. април 2015. 13:00 | Хонгконг | 8 : 0 (5:0, 2:0, 1:0) | Босна и Херцеговина | Борнова арена, Измир Посетилаца: 85 |

| Извор | Извор         | Извор  | Извор | Извор                                                          |
| ----- | ------------- | ------ | ----- | -------------------------------------------------------------- |
|       |               |        |       | Судије Гергељ Кинчес Линијске судије Гил Тихон Михај Трандафир |
|       |               |        |       |                                                                |
| 8 мин | Искључења     | 12 мин |       |                                                                |
| 37    | Шутеви на гол | 15     |       |                                                                |

| 6. април 2015. 16:30 | Северна Кореја | 7 : 0 (5:0, 1:0, 1:0) | УАЕ | Борнова арена, Измир Посетилаца: 72 |

| Извор | Извор         | Извор | Извор | Извор                                                  |
| ----- | ------------- | ----- | ----- | ------------------------------------------------------ |
|       |               |       |       | Судије Фенг Леј Линијске судије Мурат Ајгун Џемал Каја |
|       |               |       |       |                                                        |
| 4 мин | Искључења     | 6 мин |       |                                                        |
| 40    | Шутеви на гол | 16    |       |                                                        |

| 6. април 2015. 20:00 | Турска | 13 : 1 (3:0, 6:0, 4:1) | Грузија | Борнова арена, Измир Посетилаца: 728 |

| Извор | Извор         | Извор  | Извор | Извор                                                                   |
| ----- | ------------- | ------ | ----- | ----------------------------------------------------------------------- |
|       |               |        |       | Судије Сергеј Соболев Линијске судије Владимир Јефремов Антон Гладченко |
|       |               |        |       |                                                                         |
| 4 мин | Искључења     | 29 мин |       |                                                                         |
| 90    | Шутеви на гол | 5      |       |                                                                         |

| 7. април 2015. 13:00 | Босна и Херцеговина | 0 : 5 (0:3, 0:1, 0:1) | Луксембург | Борнова арена, Измир Посетилаца: 61 |

| Извор  | Извор         | Извор  | Извор | Извор                                                       |
| ------ | ------------- | ------ | ----- | ----------------------------------------------------------- |
|        |               |        |       | Судије Фенг Леј Линијске судије Мурат Ајгун Грега Маркизети |
|        |               |        |       |                                                             |
| 20 мин | Искључења     | 32 мин |       |                                                             |
| 10     | Шутеви на гол | 41     |       |                                                             |

| 7. април 2015. 16:30 | Грузија | 3 : 11 (1:3, 1:4, 1:4) | Хонгконг | Борнова арена, Измир Посетилаца: 69 |

| Извор | Извор         | Извор | Извор | Извор                                                            |
| ----- | ------------- | ----- | ----- | ---------------------------------------------------------------- |
|       |               |       |       | Судије Сергеј Соболев Линијске судије Џемал Каја Михај Трандафир |
|       |               |       |       |                                                                  |
| 6 мин | Искључења     | 6 мин |       |                                                                  |
| 18    | Шутеви на гол | 47    |       |                                                                  |

| 7. април 2015. 20:00 | УАЕ | 0 : 15 (0:7, 0:3, 0:5) | Турска | Борнова арена, Измир Посетилаца: 773 |

| Извор | Извор         | Извор | Извор | Извор                                                            |
| ----- | ------------- | ----- | ----- | ---------------------------------------------------------------- |
|       |               |       |       | Судије Жофри Барсело Линијске судије Владимир Јефремов Гил Тихон |
|       |               |       |       |                                                                  |
| 8 мин | Искључења     | 2 мин |       |                                                                  |
| 10    | Шутеви на гол | 64    |       |                                                                  |

| 9. април 2015. 12:30 | Грузија | 4 : 1 (1:1, 0:0, 3:0) | Босна и Херцеговина | Борнова арена, Измир Посетилаца: 83 |

| Извор  | Извор         | Извор  | Извор | Извор                                                       |
| ------ | ------------- | ------ | ----- | ----------------------------------------------------------- |
|        |               |        |       | Судије Фенг Леј Линијске судије Владимир Јефремов Гил Тихон |
|        |               |        |       |                                                             |
| 22 мин | Искључења     | 12 мин |       |                                                             |
| 36     | Шутеви на гол | 42     |       |                                                             |

| 9. април 2015. 19:30 | Северна Кореја | 5 : 2 (1:1, 1:0, 3:1) | Луксембург | Борнова арена, Измир Посетилаца: 126 |

| Извор  | Извор         | Извор  | Извор | Извор                                                            |
| ------ | ------------- | ------ | ----- | ---------------------------------------------------------------- |
|        |               |        |       | Судије Гергељ Кинчес Линијске судије Мурат Ајгун Антон Гладченко |
|        |               |        |       |                                                                  |
| 12 мин | Искључења     | 28 мин |       |                                                                  |
| 33     | Шутеви на гол | 20     |       |                                                                  |

| 9. април 2015. 16:00 | Турска | 10 : 1 (3:0, 5:1, 2:0) | Хонгконг | Борнова арена, Измир Посетилаца: 745 |

| Извор  | Извор         | Извор  | Извор | Извор                                                                |
| ------ | ------------- | ------ | ----- | -------------------------------------------------------------------- |
|        |               |        |       | Судије Жофри Барсело Линијске судије Грега Маркизети Михај Трандафир |
|        |               |        |       |                                                                      |
| 26 мин | Искључења     | 18 мин |       |                                                                      |
| 51     | Шутеви на гол | 13     |       |                                                                      |

| 10. април 2015. 12:30 | Босна и Херцеговина | 2 : 5 (0:2, 2:0, 0:3) | УАЕ | Борнова арена, Измир Посетилаца: 87 |

| Извор  | Извор         | Извор  | Извор | Извор                                                                 |
| ------ | ------------- | ------ | ----- | --------------------------------------------------------------------- |
|        |               |        |       | Судије Сергеј Соболев Линијске судије Грега Маркизети Михај Трандафир |
|        |               |        |       |                                                                       |
| 26 мин | Искључења     | 10 мин |       |                                                                       |
| 25     | Шутеви на гол | 42     |       |                                                                       |

| 10. април 2015. 19:30 | Хонгконг | 0 : 9 (0:3, 0:3, 0:3) | Северна Кореја | Борнова арена, Измир Посетилаца: 73 |

| Извор | Извор         | Извор  | Извор | Извор                                                |
| ----- | ------------- | ------ | ----- | ---------------------------------------------------- |
|       |               |        |       | Судије Фенг Леј Линијске судије Џемал Каја Гил Тихон |
|       |               |        |       |                                                      |
| 8 мин | Искључења     | 28 мин |       |                                                      |
| 13    | Шутеви на гол | 40     |       |                                                      |

| 10. април 2015. 16:00 | Луксембург | 5 : 7 (2:0, 2:3, 1:4) | Турска | Борнова арена, Измир Посетилаца: 653 |

| Извор  | Извор         | Извор | Извор | Извор                                                                  |
| ------ | ------------- | ----- | ----- | ---------------------------------------------------------------------- |
|        |               |       |       | Судије Гергељ Кинчес Линијске судије Владимир Јефремов Антон Гладченко |
|        |               |       |       |                                                                        |
| 10 мин | Искључења     | 8 мин |       |                                                                        |
| 25     | Шутеви на гол | 36    |       |                                                                        |

| 12. април 2015. 11:00 | УАЕ | 4 : 5 (пен) (1:2, 1:0, 2:2, 0:0, 0:1) | Грузија | Борнова арена, Измир Посетилаца: 47 |

| Извор  | Извор         | Извор  | Извор | Извор                                                                   |
| ------ | ------------- | ------ | ----- | ----------------------------------------------------------------------- |
|        |               |        |       | Судије Сергеј Соболев Линијске судије Владимир Јефремов Михај Трандафир |
|        |               |        |       |                                                                         |
| 10 мин | Искључења     | 10 мин |       |                                                                         |
| 26     | Шутеви на гол | 38     |       |                                                                         |

| 12. април 2015. 14:30 | Луксембург | 5 : 2 (2:1, 2:0, 1:1) | Хонгконг | Борнова арена, Измир Посетилаца: 232 |

| Извор  | Извор         | Извор  | Извор | Извор                                                       |
| ------ | ------------- | ------ | ----- | ----------------------------------------------------------- |
|        |               |        |       | Судије Жофри Барсело Линијске судије Мурат Ајгун Џемал Каја |
|        |               |        |       |                                                             |
| 22 мин | Искључења     | 18 мин |       |                                                             |
| 40     | Шутеви на гол | 17     |       |                                                             |

| 12. април 2015. 18:00 | Турска | 3 : 4 (про) (1:2, 0:0, 2:1; 0:1) | Северна Кореја | Борнова арена, Измир Посетилаца: 2.135 |

| Извор | Извор         | Извор  | Извор | Извор                                                                |
| ----- | ------------- | ------ | ----- | -------------------------------------------------------------------- |
|       |               |        |       | Судије Гергељ Кинчес Линијске судије Антон Гладченко Грега Маркизети |
|       |               |        |       |                                                                      |
| 4 мин | Искључења     | 12 мин |       |                                                                      |
| 41    | Шутеви на гол | 28     |       |                                                                      |

| #       | Репрезентација | Ут | П | Ппр | Ипр | И | ГД | ГП | ГР  | Бод |
| ------- | -------------- | -- | - | --- | --- | - | -- | -- | --- | --- |
| 1. (41) | НР Кореја      | 6  | 5 | 1   | 0   | 0 | 50 | 9  | +41 | 17  |
| 2. (42) | Турска         | 6  | 5 | 0   | 1   | 0 | 59 | 11 | +48 | 16  |
| 3. (43) | Луксембург     | 6  | 4 | 0   | 0   | 2 | 39 | 19 | +20 | 12  |
| 4. (44) | Хонгконг       | 6  | 3 | 0   | 0   | 3 | 30 | 30 | 0   | 9   |
| 5. (45) | Грузија        | 6  | 1 | 1   | 0   | 4 | 20 | 56 | -36 | 5   |
| 6. (46) | УАЕ            | 6  | 1 | 0   | 1   | 4 | 14 | 44 | -30 | 3   |
| 7. (47) | БиХ            | 6  | 0 | 0   | 0   | 6 | 3  | 46 | -43 | 0   |

## Појединачна признања
Појединачна признања за играче по избору директората турнира:
- - Најбољи голман:  Андреј Илијенко
  - Најбољи одбрамбени играч:  Ри Понг-ил
  - Најбољи нападач:  Алеџ Кочоглу

Извор: IIHF.com